# Guo Yan
Guo Yan (Peking, 24 juni 1983) is een Chinees professioneel tafeltennisspeelster. Ze won in 2006 de World Cup en schreef in zowel 2008 als 2009 het enkelspeltoernooi van de ITTF Pro Tour Grand Finals op haar naam. De Chinese kwam in januari 2002 voor het eerst de top tien van de ITTF-wereldranglijst binnen. Vanaf oktober 2003 verdween ze daar niet meer uit, met een eerste piek op de eerste plaats van oktober 2010 tot en met januari 2011.

## Sportieve loopbaan
Yan was zowel op de wereldkampioenschappen in Bremen 2006 als in Guangzhou 2008 lid van de Chinese nationale ploeg die het goud won. Eerder haalde ze in Shanghai 2005 de finale van het WK enkelspel, maar verloor daarin van haar landgenote Zhang Yining. Yining was Yan dat jaar ook de baas in de eindstrijd om de World Cup. Een jaar later waren de rollen omgedraaid. Yan moest het in de wereldbekerfinale van 2006 opnieuw opnemen tegen Yining. Hoewel ze eerst met 1-3 in games achterkwam, won ze ditmaal met 4-3 haar eerste officiële mondiale titel.
Guo Yan bereikte op het WK 2009 samen met Ding Ning voor het eerst de finale in het dubbelspel, maar daarin waren Guo Yue en Li Xiaoxia met 4-1 veel te sterk. Twee jaar later stonden in de eindstrijd dezelfde duo's tegenover elkaar en wonnen Guo Yue en Li Xiaoxia zelfs met 4-0.
De Chinese debuteerde in 2000 op de ITTF Pro Tour. Daarop won ze op de Kroatië Open 2001 haar eerste enkelspeltoernooi. Dat jaar kwalificeerde Yan zich tevens voor het eerst voor de Grand Finals, waarop ze vanaf toen elk jaar aanwezig was (*in 2005 alleen in het dubbelspeltoernooi).

## Erelijst
Belangrijkste resultaten:
- Winnares World Cup 2006
- Winnares wereldkampioenschap landenploegen 2006 en 2008 (met China)
- Verliezend finaliste WK-enkelspel 2005
- Verliezend finaliste dubbelspel WK 2009 en 2011 (beide met Ding Ning)
- Winnares Azië Cup enkelspel 2005
- Winnares Aziatisch kampioenschap dubbelspel 2003 (met Li Nan) en 2005 ( met Liu Shiwen)

ITTF Pro Tour:
Enkelspel:
- Winnares ITTF Pro Tour Grand Finals 2008
- Winnares  ITTF Pro Tour Grand Finals 2009
- Winnares Korea Open 2003
- Winnares Kroatië Open 2001
- Winnares Zweden Open 2001 en 2011
- (+ veertien keer verliezend finaliste in 2000-2008)
- Winnares China Open 2011

Dubbelspel:
- Winnares Zweden Open 2011 (met Guo Yue)
- Winnares China Open 2011 (met Guo Yue)
- Winnares Koeweit Open 2010 (met Guo Yue)
- Winnares Slovenië Open 2007 (met Zhang Yining)
- Winnares China Open 2005 eb 2007 (beide met Guo Yue)
- Winnares Frankrijk Open 2007 (met Wang Nan)
- Winnares Korea Open 2002 (met Bai Yang)
- (+ zes keer verliezend finaliste in 2000-2008)